# Sakaguchi Hironobu
Sakaguchi Hironobu (坂口 博信 Phản Khẩu Bác Tín) sinh ngày 25 tháng 11 năm 1962, người Nhật Bản, ông là nhà sản xuất và đạo diễn game. Ông nổi tiếng trên toàn thế giới với loạt trò chơi (game) Final Fantasy. Trong sự nghiệp của ông, các tác phẩm của ông đã bán được hơn 80 triệu bảng trên toàn cầu. Hiện nay ông đã rời khỏi Square Enix và thành lập một công ty riêng có tên là Mistwalker vào năm 2004.

## Tiểu sử

### Thời gian đầu
Sakaguchi sinh tại Hitachi, Ibaraki, Nhật Bản. Ông tốt nghiệp tại trường trung học Mito. Sau đó ông theo học ngành kĩ thuật điện tử tại trường đại học quốc gia Yokohama, nhưng vào năm 1983 thì ông không theo học nữa.

### Làm việc cho Square Soft
Sau khi rời khỏi giảng đường đại học, Sakaguchi làm việc bán thời gian cho Square Soft,một chi nhánh mới thành lập của công ty điện tử Denyūsha (thành lập bởi Masafumi Miyamoto. Khi Square Soft trở thành một công ty độc lập vào năm 1986, ông trở thành nhân viên chính thức với chức danh là Giám đốc điều hành kế hoạch và phát triển. Sản phẩm game đầu tiên của công ty là một thất bại thảm hại. Sakaguchi quyết định đầu tư khoản tiền còn lại của Square Soft để làm một dự án game để đời, và dự án này được đặt tên là Final Fantasy. Sau đó,trò chơi này được phát hành tại Nhật Bản dành cho hệ máy Nintendo vào ngày 18 tháng 12 năm 1987. Trò chơi này rất thành công tại tại Nhật Bản. Bằng con con mắt chiến lược của mình. Sakaguchi đã phát triển Final Fantasy trở thành một thương hiệu lớn, nó trở thành câu chuyện mà các game thủ thường bàn luận sôi nổi. Phiên bản game Final Fantasy cuối cùng mà ông làm đạo diễn là Final Fantasy V, đã trở thành một thương hiệu có bản quyền trên toàn cầu. Vào năm 1995, Ông được tiến cử lên chức vị giám đốc của công ty Square Soft USA(Chi nhánh của Square Soft tại Mĩ). Final Fantasy IX là phiên bản cuối cùng mà ông tham gia với cương vị là giám đốc sản xuất. Trong các cuộc phỏng vấn, ông nói Final Fantasy là tựa game ông rất tâm đắc trong sự nghiệp của mình. Sau đó, ông đã làm một công việc mới là người điều hành sản xuất cốt truyện cho các game, bao gồm các game khác của Square Soft, như là Vagrant Story, Parasite Eve và Kingdom Hearts.
Hironobu Sakaguchi trở thành người thứ ba giới thiệu vào Viện Nghệ thuật và Khoa học tương tác Hall of Fame vào ngày 5 tháng 4 năm 2000 vì số lượng lớn sản phẩm game mà ông đã sản xuất và bán.

### Thời gian làm đạo diễn phim
Sau những thành công mang lại sau những tựa game ông đóng góp. Hironobu Sakaguchi biết rằng các loạt game vẫn chưa truyền tài tất cả nội dung trong cốt truyện đến các game thủ. Cho nên một ý định táo bạo đột phá từ ông là sản xuất các bộ phim nhằm làm phong phú thêm cốt truyện cho các game của ông chợt lóe sáng. Và ông đã lấy lợi nhuận từ các game để làm chi phí sản xuất bộ phim đầu tay của hãng có tên là Final Fantasy (phim): Spirits Within - Một bộ phim hoạt hình có cốt truyện dựa trên chính sản phẩm game của Square Soft hiện đang nổi tiếng trên thế giới là Final Fantasy. Sau khi bộ phim được phát hành, mặc dù còn nhiều ý kiến khác nhau, nhưng nó đã trở thành bộ phim hoạt hình boom tấn lớn thứ trong lịch sử khi kinh phí đầu từ của nó là 120 triệu USD

### Từ chức tại Square Soft
Sakaguchi tự nguyện từ chức phó giám đốc điều hành tại Square Soft. Sự kiện này làm cho Square Soft mất một phần vốn đầu tư. Square Soft sau này cũng vì vậy mà phải sáp nhập cổ phần với chính đối thủ cạnh tranh của mình là công ty Enix, đó là nguyên dẫn đến việc thành lập nên công ty Square Enix vào năm 2003. Năm 2004, Sakaguchi thành lập công ty riêng của mình có tên là Mistwalker với vốn đầu tư tài chính từ Microsoft Game Studio.

### Công ty Mistwalker
Vào năm 2001, Sakaguchi thành lập công ty Mistwalker, Nhưng nó chỉ chính thức hoạt động vào năm 2004. Tháng 2 năm 2005, công ty thông báo rằng Mistwalker hoạt động cùng với Microsoft Game Studios để tiến hành sản xuất 2 game RPG (thể loại nhập vai) cho hệ máy Xbox 360. Tuy nhiên, công ty vẫn còn là một công ty độc lập. Sakaguchi cho phát hành tựa game Blue Dragon vào 2006, sau đó Lost Odyssey trong năm 2007 cho hệ máy Xbox 360, và ASH: Archaic Sealed Heat cho hệ máy Nintendo DS. Ông từng cho phát triển một tựa game RPG khác, có tên là Cry On. Nhưng đến tháng 12 năm 2008 thì dự án này được hủy bỏ.
Hiện nay, ông đang cho tiến hành một dự án có quy mô tầm cỡ mà ông đã nói rằng: "Tôi đang đặt cược rất nhiều vào dự án này". Dự án game này được công bố vào Tháng 1 năm 2010 có tên là The Last Story, đây là một game mà Mistwalker hợp tác sản xuất với Nintendo chạy nên trên hệ máy Wii.

## Trò Chơi
Những tựa game mà Hironobu Sakaguchi từng tham gia sản xuất.
| Tên Game                                   | Năm phát hành | Hệ máy        | Đạo diễn   | Nhà sản xuất | Giám đốc điều hành | Ý tưởng    | Giám sát   |
| ------------------------------------------ | ------------- | ------------- | ---------- | ------------ | ------------------ | ---------- | ---------- |
| Rad Racer                                  | 1987          | NES           | -          | -            | -                  | Green tick | -          |
| Final Fantasy                              | 1987          | NES           | Green tick | -            | -                  | Green tick | -          |
| Final Fantasy II                           | 1988          | NES           | Green tick | -            | -                  | Green tick | -          |
| Final Fantasy III                          | 1990          | NES           | Green tick | -            | -                  | -          | -          |
| Final Fantasy IV                           | 1991          | SNES          | Green tick | -            | -                  | Green tick | -          |
| Final Fantasy V                            | 1992          | SNES          | Green tick | -            | -                  | Green tick | -          |
| Final Fantasy VI                           | 1994          | SNES          | -          | Green tick   | -                  | Green tick | -          |
| Seiken Densetsu 3                          | 1995          | SNES          | -          | -            | -                  | -          | -          |
| Chrono Trigger                             | 1995          | SNES          | -          | -            | -                  | -          | Green tick |
| Tobal No. 1                                | 1996          | PlayStation   | -          | -            | -                  | -          | -          |
| Super Mario RPG: Legend of the Seven Stars | 1996          | SNES          | -          | -            | -                  | -          | Green tick |
| Bahamut Lagoon                             | 1996          | SNES          | -          | -            | -                  | -          | Green tick |
| Final Fantasy VII                          | 1997          | PlayStation   | -          | Green tick   | -                  | Green tick | -          |
| Final Fantasy Tactics                      | 1997          | PlayStation   | -          | Green tick   | -                  | -          | -          |
| Einhänder                                  | 1997          | PlayStation   | -          | -            | -                  | -          | -          |
| Bushido Blade                              | 1997          | PlayStation   | -          | -            | -                  | -          | -          |
| Xenogears                                  | 1998          | PlayStation   | -          | -            | Green tick         | -          | -          |
| Parasite Eve                               | 1998          | PlayStation   | -          | Green tick   | -                  | Green tick | -          |
| Ehrgeiz                                    | 1998          | PlayStation   | -          | -            | -                  | -          | -          |
| Chocobo's Dungeon 2                        | 1998          | PlayStation   | -          | -            | -                  | -          | -          |
| Bushido Blade 2                            | 1998          | PlayStation   | -          | -            | -                  | -          | -          |
| Brave Fencer Musashi                       | 1998          | PlayStation   | -          | -            | Green tick         | -          | -          |
| Saga Frontier 2                            | 1999          | PlayStation   | -          | -            | -                  | -          | -          |
| Parasite Eve II                            | 1999          | PlayStation   | -          | -            | Green tick         | -          | -          |
| Legend of Mana                             | 1999          | PlayStation   | -          | -            | -                  | -          | -          |
| Front Mission 3                            | 1999          | PlayStation   | -          | -            | -                  | -          | -          |
| Final Fantasy VIII                         | 1999          | PlayStation   | -          | -            | Green tick         | -          | -          |
| Vagrant Story                              | 2000          | PlayStation   | -          | -            | Green tick         | -          | -          |
| Final Fantasy IX                           | 2000          | PlayStation   | -          | Green tick   | -                  | Green tick | -          |
| Final Fantasy X                            | 2001          | PlayStation 2 | -          | -            | Green tick         | -          | -          |

- Front Mission: Gun Hazard (1996)
- Final Fantasy Anthology (1999)
- Chrono Cross (1999)
- Chocobo Racing (1999)
- Final Fantasy IX (2000)
- The Bouncer (2000)
- Final Fantasy X (2001)
- Final Fantasy Chronicles (2001)
- Driving Emotion Type-S (2001)
- Kingdom Hearts (2002)
- Final Fantasy Origins (2002)
- Final Fantasy XI (2002)
- Final Fantasy X-2 (2003)
- Final Fantasy Tactics Advance (2003)
- Final Fantasy III (Nintendo DS) (2006)
- Blue Dragon (2006)
- Lost Odyssey (2007)
- ASH: Archaic Sealed Heat (2007)
- Away Shuffle Dungeon (2008)
- Cry On (Canceled)
- Blue Dragon Plus (2009)
- Blue Dragon: Ikai no Kyojū (2009)
- The Last Story (2010)